# Hélie de Saint Marc
Hélie Denoix de Saint Marc o Hélie de Saint Marc, (11 de febrero de 1922 - 26 de agosto de 2013) fue un miembro principal de la resistencia francesa y un oficial activo superior del Ejército francés, habiendo servido en la Legión Extranjera francesa, en particular en el corazón y cuerpo de los Batallones y Regimientos Aerotransportados Extranjeros, los herederos del 2.º Regimiento de Paracaídas Extranjeros 2 ème REP, una parte constituyente de la 11.ª Brigada de Paracaidistas. Comandante interina del 1.er Regimiento de Paracaidistas Extranjeros 1 er REP (se disolvió en 1961), Hélie asumió toda la responsabilidad de comandar exclusivamente su regimiento hacia el Putsch de los Generales en abril de 1961 y se le cobraría por tal acción, al mismo tiempo que se le hicieran acusaciones que comprometerían La integridad de los hombres actuando bajo sus órdenes directas de mando. Fue rehabilitado dentro de sus derechos civiles y militares en 1978 y recibió la alta distinción de Grand-Croix de la Legión de Honor el 28 de noviembre de 2011. 

## Biografía

### Resistencia y deportación
Hélie de Saint Marc ingresó en la resistencia francesa (resistencia de la red de Jade-Amicol) en febrero de 1941, a la edad de 19 años después de asistir a Burdeos a la llegada del Ejército y las Autoridades francesas cuando el país estaba totalmente involucrado en sus eventos. Fue detenido el 14 de julio de 1943 en las fronteras españolas y tras una denuncia; fue deportado al campo de concentración alemán en Buchenwald. 
Enviado al campo satélite de Langenstein-Zwieberge durante 2 años, donde las tasas de mortalidad superan el 90%; Se sometió principalmente a dos cuidados y protección, incluido un minero letón que salvó su vida por segunda vez. El minero letón estaba en buena forma y compartió con Hélie la comida que robó. Más tarde, cuando el campamento fue liberado por las fuerzas estadounidenses de Estados Unidos; Hélie de Saint Marc fue encontrado inconsciente en los cuarteles de los muertos. Hélie había perdido la memoria e incluso se había olvidado de su propio nombre recuperándose más tarde en un hospital estadounidense. Fue encontrado entre 30 sobrevivientes vivos solo de los 1000 deportados a ese campamento. 
Al final de la Segunda Guerra Mundial , a la edad de 23 años, Hélie continúa su educación en la Academia Militar Saint-Cyr. 

### Primera guerra indochina
Hélie de Saint Marc desplegó a la Indochina francesa en 1948 con la Legión Extranjera francesa lo largo de los 4e REMluego a disposición del 3er Regimiento de Infantería Extranjera 3ème REI.  Vivía igual que los partisanos vietnamitas; aprendiendo su idioma y hablando durante largas horas con los presos de Viêt-minh; tratando de entender su motivación y sus formas de conducir la batalla. Comandante de la compañía de intervención en las regiones altas, se encargó de reclutar, instruir y comandar a los autóctonos partisanos en las operaciones y principalmente proteger a las respectivas poblaciones civiles que sufren efectos hostiles. 
Estacionado en Tà Lùng, en las fronteras de China, entre los pueblos minoritarios de Tho; se enfrentó a la pérdida del puesto en la frontera asumido por el Partido Comunista Chino. En China, las tropas de Mao Zedong derrotaron recientemente al Partido Nacionalista; principalmente Tchang Kai-check y pronto dominaron a sus vecinos vietnamitas. La guerra estaba a punto de dar un giro importante. El ejército francés sufrió grandes pérdidas. Después de 18 meses, Hélie de Saint Marc y el ejército francés fueron evacuados, sin casi ninguno de los partidarios, y ninguno de los aldeanos. "Hay una orden, no se hace una tortilla sin romper huevos"; Los funcionarios respondieron a Hélie cuando les preguntó sobre el destino de los aldeanos. 
La unidad de Hélie estaba obligada a dar "coups de crosse" ("crosse" se refiere a la culata del rifle). Su unidad golpeó con los rifles los dedos de los aldeanos y partisanos que intentaban subir a bordo de los camiones que partían. En sus palabras "Los abandonamos". Los que sobrevivieron y lograron unirse a las tropas francesas que partían hablaron sobre la masacre de los que ayudaron a los franceses. Llamó a su memoria de fusil que golpeaba los dedos de sus aliados su "herida amarilla" y se mantuvo muy preocupado por el abandono de los partisanos vietnamitas siguiendo las órdenes del Alto Mando.

### Crisis de Suez
En 1956, Hélie participó con el e REP a la crisis de Suez.

### La guerra de Argelia y el Putsch de los generales
Reclutada por Général Challe , Hélie de Saint Marc sirvió durante la guerra de Argelia ; En particular, junto con el general Massu. En abril de 1961, participó con el 1.er Regimiento de Paracaidistas Extranjeros 1.er REP, que ordenó en forma interina al Putsch de los Generales; Dirigido por el General Challe en Argelia. La operación fracasó y, en un par de días, Hélie de Saint Marc se entregó como prisionera y asumiendo toda la responsabilidad de las acciones de los hombres bajo su mando. También dejó en claro no cuestionar la integridad de sus legionarios, así como asumir la responsabilidad exclusiva del resultado del golpe fallido. 
Como lo explicó Hélie de Saint Marc en el juicio militar ante el tribunal militar más importante el 5 de junio de 1961, su decisión de impugnar como ilegal la decisión política de otorgar la independencia de Argelia fue motivada esencialmente por su deseo de no abandonar el harkis, reclutado por el ejército francés para luchar contra el FLN; sin mencionar su total falta de voluntad para revivir su difícil experiencia en Indochina.  Aceptó apoyar el "Putsch de los generales" de abril de 1961 contra el presidente Charles de Gaulle. Los golpistas vieron la aceptación de De Gaulle de la independencia argelina como una traición a Francia y una traición a la población local, tanto indígena como francesa colonial; Particularmente, los regimientos coloniales franceses.  Los oficiales en rebelión habían visto exactamente este comportamiento en Indochina entre los batallones de paracaídas coloniales y sintieron que esto tenía que parar.  Como el golpe de Estado fracasó debido a la falta de apoyo político, Hélie de Saint-Marc fue condenada a 10 años de reclusión criminal, que puede ir de 10 a 30 años o por vida.  Pasó 5 años en la prisión de Tulle antes de ser indultado el 25 de diciembre de 1966. 
Durante ese tiempo; Los legionarios de la Legión Extranjera Francesa adquirieron su canción de desfile "Non, je ne regrette rien" (No, no me arrepiento de nada), una canción de Edith Piaf  de 1960 que los NCO, Corporals y Legionnaires cantaron mientras marchaban fuera de sus cuarteles para recuperarlos. Despliegue tras el golpe de Argel de 1961. La canción ha sido parte de la herencia de la Legión desde entonces. El 2º Regimiento de Paracaidistas Extranjeros ème REP siguió siendo el único regimiento de paracaídas extranjeros en el ejército francés .

## Funeral
Hélie de Saint Marc murió el 26 de agosto de 2013. Su funeral fue llevado a cabo el 30 de agosto por Philippe Barbarin, cardenal-arzobispo de Lyon en la Catedral de Lyon, en presencia del alcalde de Lyon, general Bertrand Ract-Madoux, Jefe de Estado Mayor del Ejército francés, en representación del Ministro de Defensa francés Jean -Yves Le Drian.  Los honores militares fueron pronunciados y honrados por el general Bruno Dary en Place Saint-Jean.  Hélie fue enterrada en la Garde-Adhémar (Drôme).·

## Reconocimiento y honores

### Cintas
|  |  |  |
|  |  |  |
|  |  |  |
|  |  |  |
|  |  |  |
|  |  |  |
|  |  |  |

### Decoraciones
- Grand Croix de la Legión de Honor , 28 de noviembre de 2011
- Gran Oficial de la Légion d'honneur , 28 de noviembre de 2002
- Comandante de la Légion d'honneur , 23 de junio de 1978
- Croix de guerre 1939-1945 (1 citación)
- Croix de guerre des théâtres d'opérations extérieures (8 citaciones)
- Croix de la Valeur Militaire (4 citaciones)
- Médaille des evadés
- Médaille de la Résistance
- Croix du combattant volontaire de la Résistance
- Croix du combattant
- Medalla Colonial con cierre "Lejano Oriente"
- Médaille commémorative de la guerre 1939–1945
- Medalla de deportación y detención por actos de resistencia.
- Medalla conmemorativa de la campaña indochina.
- Medalla conmemorativa de las operaciones de Oriente Medio
- Medalla conmemorativa de las operaciones de orden de seguridad y mantenimiento en el norte de África con cierres "argelinos" y "tunecinos"
- Insignia de soldados heridos (x2)
- Orden del Mérito Civil Sip Hoc Chau Thai , Oficial

#### Homenaje póstumo
Desde el 15 de marzo de 2015; Un camino lleva su nombre en Béziers.

## Publicaciones
- Les Champs de braises. Mémoires  con Laurent Beccaria, édition Perrin, 1995, ( ISBN 2262011184
- Les Sentinelles du soir , édition Les Arènes, 1999, ( ISBN 2912485029    )
- Indochine, notre guerre orpheline , édition Les Arènes, 2000, ( ISBN 2912485207    )
- Notre histoire (1922-1945) con August von Kageneck , conversaciones recueillies par Étienne de Montety , édition Les Arènes, 2002, ( ISBN 2912485347    )
- Die Wächter des Abends , Édition Atlantis, 2000, ( ISBN 3932711513    )[11]
- Asche und Glut. Erinnerungen. Résistance und KZ Buchenwald. Fallschirmjäger der Fremdenlegion. Indochina und Algerienkrieg. Putsch gegen de Gaulle  , Édition Atlantis, 1998, 2003, ( ISBN 3932711505    )[12]
- Toute une vie ou Paroles d'Hélie de Saint Marc escrito en colaboración con Laurent Beccaria, volumen comprenant un CD audio d'émission radiophonique, edición Les Arènes, 2004, ( ISBN 2912485770    )
- La Guerre d'Algérie 1954-1962 , con Patrick Buisson, prólogo de Michel Déon (con DVD), Albin Michel , 2009 ( ISBN 222618175X    )
- PDF Lettre à la jeunesse por Hélie de Saint Marc Archivado el 12 de junio de 2009 en Wayback Machine.
- L'Aventure et l'Espérance , édition Les Arènes, 2010, ( ISBN 9782352040910    )
- Lettre à la jeunesse (Carta a los jóvenes) d'Hélie de Saint Marc Archivado el 12 de junio de 2009 en Wayback Machine.

## Documentales
- Patrick Jeudy, Un homme d'honneur ( Un hombre de honor ), producto de Françoise Castro, 52 min.  Francia 2, la Cinquième et Planète. 1996.
- Alain de Sédouy, « Compromiso de Le dernier» ( El último compromiso ) d'Hélie de Saint Marc Édition ECPAD , 2008.
- Georges Mourier, Servir? - Hélie de Saint Marc ( ¿Servicio?  ), Coll.  Le choix des hommes, 52 min, Édition À l'image près , 2008.